# Thomas C. Durand
Pour les articles homonymes, voir Durand.
Ne doit pas être confondu avec Thomas Durand.
Thomas C. Durand est un vidéaste web, vulgarisateur, écrivain, biologiste et dramaturge français né le 2 décembre 1978 à Chartres.
Il est cofondateur de l'Association pour la science et la transmission de l'esprit critique (ASTEC). Il anime la chaîne YouTube La Tronche en biais, consacrée à l'esprit critique et à la zététique, ainsi que la chaîne secondaire Épique Épochè, où il publie des contenus plus légers, artistiques, expérimentaux ou polémiques. Il tient aussi un blog intitulé La Menace théoriste.

## Biographie
Thomas Durand est né à Chartres le 2 décembre 1978,. Il étudie la biologie à Orléans et obtient un doctorat en physiologie végétale en 2009. Il s'est ensuite consacré à la vulgarisation scientifique,,.

## Science et vulgarisation

### Démarche
L'objectif de Thomas Durand est de promouvoir l'esprit critique via, entre autres, la connaissance des biais cognitifs, pas tant pour que son public puisse les identifier chez d'autres individus que pour qu'il prenne conscience que ceux-ci n'épargnent personne, y compris parmi ceux qui se réclament du scepticisme scientifique. Selon lui, « Personne ne possède la zététique. Il faut favoriser une diversité d’approches et de tons ».
En juin 2021, il publie La science des balivernes. Il tente d'analyser pourquoi de nombreuses personnes tendent à croire à des légendes urbaines, alors qu'il est facile de réaliser qu'elles sont fausses.

### Médias utilisés
En 2014 il est, avec Vled Tapas, l'un des co-créateurs et le principal auteur de La Tronche en biais, une chaîne YouTube consacrée à la zététique, et plus particulièrement aux biais cognitifs,, où il s’exprime sous les pseudonymes Acermendax et Mendax.
Cette chaîne est gérée par l'association ASTEC, qui comporte en 2021 une vingtaine de bénévoles et dont lui-même est salarié. Elle a remporté en 2016 le prix Diderot, décerné par l'Association des musées et centres pour le développement de la culture scientifique, technique et industrielle, qui récompense des actions de diffusion du savoir. Il tient un blog intitulé La Menace Théoriste, également consacré à la zététique.
En 2017 sort le documentaire Les Lois de l'attraction mentale dont il est l'auteur et l'un des monteurs. Celui-ci est consacré à la présentation des phénomènes qui rendent certaines idées attractives et comporte entre autres des interviews de Gérald Bronner, Henri Broch, Jean-Claude Carrière, Nicolas Gauvrit, Dan Sperber et Jean-Loïc Le Quellec ainsi qu'un faux documentaire complotiste doublé par Benoît Allemane.
En novembre 2021, la chaîne YouTube La Tronche en biais cumule 247 000 abonnés et ses quelque 300 vidéos ont été visionnées 27,5 millions de fois,. Fin 2021, les activités de la chaîne généraient 5 000 euros par mois pour l'ASTEC. Thomas Durand finance ses tournages grâce au financement participatif, aux publicités de Youtube, à quelques formations et à une dotation du ministère de la Culture.
En 2022, l'association dont il est le directeur — Association pour la science et la transmission de l'esprit critique (Astec) — a des locaux dans l'Université de Lorraine et y organise des débats avec des chercheurs. Lui-même délivre des cours de « Zététique et esprit critique » à l'école doctorale. Des tensions naissent avec la direction de l'université après que Thomas C.Durand a critiqué des cours d'homéopathie délivrés par une enseignante de la faculté à un partenaire de l'Université, l'Institut de formation en soins infirmiers. Selon une étudiante, le cours présenterait l'homéopathie comme efficace, sans signaler le consensus scientifique à ce sujet, basé sur de nombreuses études concluant que l'efficacité ne va pas au-delà de l'effet placebo.

#### Polémique et affaire judiciaire
En 2023, il met en doute l'expertise de Marie Peltier et Stéphanie Lamy sur le sujet du complotisme, et leur reproche de s'être attaqué au journaliste Antoine Daoust sur la base d'accusations non étayées. Sa vidéo, diffusée sur La Tronche en biais, a fait l'objet de débats, certains estimant qu'elle mène à une décrédibilisation mutuelle. Elle fait également l'objet d'une tribune, les signataires lui reprochent de « fragiliser les cibles jusqu’à leur disparition de l’espace public » alors que l’enseignante belge se dit également être victime d’un harcèlement violent,. Marie Peltier porte plainte contre Thomas C Durand, il porte plainte également contre elle.
En 2024, Thomas Durand porte plainte auprès du parquet de Paris à l'encontre d'André Bercoff, de Xavier Azalbert et d'Idriss Aberkane. Il les accuse d'avoir activement participé à une vague de cyberharcèlement dirigée contre lui, en lançant ou en « alimentant la vague de haine », après que lui-même eut dénoncé leurs propos complotistes.

## Publications
Thomas Durand a publié de multiples livres, notamment sur la théorie de l'évolution et sur l'esprit critique. Il est également l'auteur des deux premiers romans de la saga de fantasy humoristique Les Énigmes de l'Aube,. Il a aussi écrit des nouvelles et des textes de théâtre.